# Арцутанов, Юрий Николаевич
Ю́рий Никола́евич Арцута́нов (5 октября 1929, Ленинград — 1 января 2019, там же) — советский инженер. Известен как пионер-теоретик идеи космического лифта (англ. space elevator, англ. skyhook).

## Биография
Родился в Ленинграде 5 октября 1929 года. Родители — преподаватели истории. Отец — Николай Акимович Арцутанов,родом из Осетии, мать — Ольга Петровна. Прадедушка жил в горном ауле, позже вся семья переехала в станицу Ново-Осетинскую под Моздоком , предки Юрия Арцутанова носили фамилию Кантемировы. 
В марте 1942 года Ольга Петровна с Юрием и его братом были эвакуированы из блокадного Ленинграда в село Белоярка Курганской области, где Юрий Николаевич закончил «семилетку». Затем Арцутанов окончил Ленинградский технологический институт.

## Научная работа
В 1960 году он написал статью «В Космос — на электровозе», где обсудил концепцию космического лифта как экономически выгодного, безопасного и удобного способа доступа к орбите для облегчения освоения космоса.
Арцутанов развил идею «орбитальной башни», опубликованную Константином Циолковским ещё в 1895 году. Концепция Арцутанова была основана на связывании геосинхронных спутников тросом с Землёй. Он предложил использовать спутник в качестве базы, с которой можно построить башню, так как геосинхронный спутник расположен неподвижно над точкой на экваторе. С помощью противовеса трос будет спущен с геосинхронной орбиты на поверхность Земли, в то время как противовес будет отдаляться от Земли, удерживая центр масс троса неподвижно относительно Земли. Заметим, что идея башни и лифта различаются, поскольку башня является жёсткой структурой, в то время как лифт на орбите — достаточно гибкая структура, её гораздо легче создавать и поддерживать.
Идея Арцутанова сделать «нестационарный лифт», то есть вращающуюся тросовую систему, которая будет забрасывать космические корабли на высокую орбиту, сохранилась как заявка (май 1967 года) в архиве на изобретение «Способ запуска космических кораблей и их возвращения на Землю или другую планету».
В 1969 году Арцутанов также изложил свою концепцию «нестационарного лифта» в журнале «Знание — сила» в статье «В космос без ракет: новая идея космического старта».
В 2010 году Юрий Николаевич принимал участие в конференции ISEC (International Space Elevator Consortium) и был приглашён в 2014 году на очередные ежегодные «Космическо-лифтовые игры» в Израиле.

## Yuri
Для оценки ключевых параметров троса, связывающего поверхность Земли со спутником, фонд Spaceward придумал новую единицу — Юрий (Yuri). В юриях выражается отношение прочности на разрыв к плотности материала; в единицах СИ эта единица выражается как паскаль-метр³ на килограмм, т. е. Па·м³/кг. Мегаюрий (1 MYuri) соответствует более распространённой в инженерной науке величине, выражаемой в единицах ГПа·см³/г. Для сравнения: хорошая стальная проволока обладает удельной прочностью в 0,5 MYuri, лучшие же современные синтетические волокна, например японский материал «Zylon» и американский «Spectra 2» — соответственно 3,74 и 3,6 MYuri. Между тем для построения реального космического лифта необходимо иметь хотя бы 25…30 MYuri, а лучше 45…100 (во втором случае лифт выйдет существенно легче, и построить его можно будет гораздо быстрее).